# Аурини, Раффаэле
Раффаэле Аурини (итал. Raffaele Aurini; 2 марта 1910 года, Терамо, Королевство Италия — 27 февраля 1974 года, Терамо, Италия) — итальянский историк, библиотекарь и директор Провинциальной библиотеки Мельккьоре Дельфико в Терамо, библиограф, автор «Библиографического словаря народа Абруццо» (итал. Dizionario bibliografico della gente d'Abruzzo). Старший брат журналиста Фердинандо Аурини.

## Биография
Раффаэле Аурини родился 2 марта 1910 года в Терамо, в королевстве Италия. Вся его жизнь прошла в родном городе и связана с его историей и традициями.
Библиотекарь и директор Провинциальной библиотеки Мельккьоре Дельфико в Терамо, международному научному сообществу он стал известен после публикации своего фундаментального сочинения «Библиографического словаря народа Абруццо», изданного в пяти томах. В нём собрана информации о всех выдающихся личностях в истории Абруццо. На сегодня эта работа является самым важным источником по истории региона.
Раффаэле Аурини также участвовал в подготовительной работе к изданию «Итальянского биографического словаря», опубликованного Итальянским энциклопедическим институтом.
Им была реорганизована и снова открыта Муниципальная библиотека Винченцо Бинди в Джулианова, директором которой он оставался до самой смерти. Раффаэле Аурини курировал реорганизацию Библиотеки торгово-промышленной палаты Терамо и способствовал улучшению работы библиотек университета Терамо и коммуны Розето-дельи-Абруцци.
Сотрудничал с членами Группы национальной истории в Абруццо. В 1962 и 1973 годах был лауреатом премии по культуре, учреждённой правительством Италии. В 1969 году стал одним из основателей современного Абруццского института исторических исследований.
В 1991 и 1994 годах именем Раффаэле Аурини были названы улицы в Терамо близ Вилла-Моска и в Санта-Лючие, в коммуне Розето-дельи-Абруцци. В Провинциальной библиотеке Мельккьоре Дельфико была установлена мемориальная доска в память о деятельности её директора.
Раффаэле Аурини умер в Терамо 27 февраля 1974 года.

## Работы

### Книги
- «Каталог выставки абруццской античной майолики» (итал. Catalogo della Mostra della Maiolica antica abruzzese, 1949).
- «Франческо Савини и его работа» (итал. Francesco Savini e la sua opera, 1950).
- «Библиографический словарь народа Абруццо» (итал. Dizionario bibliografico della gente d'Abruzzo, 1-е издание: I том, 1952; II том, 1955; III том, 1958; IV том, 1962; V том, 1973; 2-е издание I—V тома, 2002).
- «Терамо в средние века» (итал. Teramo nel Medioevo, 1960).
- «Библиография доисторического периода и ранней истории Абруццо» (итал. Bibliografia di Preistoria e Protostoria Abruzzese (1867—1970), 1972).

### Статьи
- «Патриот Алессио Тулли и бурбонская реакция 1798 года» (итал. Il patriota Alessio Tulli e la reazione borbonica del 1798) в «Иль Ресто дель Карлино» (итал. Il Resto del Carlino), 30 ноября 1941 года.
- «Отец терамской истории. Мутио Де Мутий» (итал. Il padre della storia teramana. Mutio De' Mutij) в «Ла Трибуна» (итал. La Tribuna), 5 мая 1936 года.